# Edward L. Thomas
Edward Lloyd Thomas (23. marts 1825 – 8. marts 1898) var en konfødereret general under den amerikanske borgerkrig fra staten Georgia.

## Biografi
Thomas blev født i Clarke County, Georgia i 1825 som søn af Edward Lloyd Thomas og Mary Hogue. Han tog eksamen fra Oxford College of Emory University, og gjorde tjeneste i den Mexicansk-amerikanske krig fra maj 1847 til august 1848 som Sekondløjtnant i et uafhængigt kompagni af beredne tropper fra Georgia. Inden da var han landmand i Whitfield County, Georgia.

### Borgerkrigen
Efter at Georgia trådte ud af Unionen blev Edward Lloyd Thomas oberst for 35. Georgia Infantry i oktober 1861. Regimentet blev tildelt Joseph R. Andersons brigade, som blev en del af A.P. Hills berømte "Lette division". Mens han gjorde tjeneste som leder af regimentet blev Thomas såret i Slaget ved Beaver Dam Creek under Syvdagesslaget. Såret var imidlertid ikke alvorligt og Thomas blev på slagmarken. Da Anderson tog af sted for at overtage ledelsen af Tredegar Iron Works i Richmond, blev Thomas forfremmet til general for at lede brigaden. Han beholdt denne stilling i resten af krigen. Edward Lloyd Thomas var tilstede under alle de større slag, som Army of Northern Virginia udkæmpede.
Da divisionschefen William Dorsey Pender blev dødeligt såret i Slaget ved Gettysburg, var Thomas den rangældste chef i dividionen. Det blev sagt, at han ikke blev forfremmet til at lede divisionen fordi han som en fra Georgia ikke blev foretrukket i en division, der bestod af to brigader fra North Carolina. Uanset årsagen forblev Thomas brigadechef indtil borgerkrigens slutning.

### Efter krigen
Efter krigen vendte han tilbage til Georgia og var landmand i Newton County, Georgia i nærheden af Covington, Georgia. I 1885 udpegede præsident Grover Cleveland ham til en stilling som særlig agent for Statens Jordkontor i Kansas. Senere blev han agent for det indianske kontor ved Sac og Fox Nationen i Indianerreservatet Oklahoma. Han døde i 1898 i South McAlester, og ligger begravet i Kiowa, Oklahoma.

## Eksterne kilder
- Kort biografi over Edward L. Thomas Arkiveret 28. september 2007 hos  Wayback Machine
- 35. Georgia Arkiveret 6. januar 2009 hos  Wayback Machine